# Patrick Schlösser
Patrick Schlösser (* 26. November 1971 in Bitburg; † 16. Februar 2017 in Berlin) war ein deutscher Theaterregisseur.
Schlösser begann seine Laufbahn 1993 als Regieassistent am Staatstheater Mainz. 1996 begleitete er die dortige Intendantin Anna Badora als Assistent ans Düsseldorfer Schauspielhaus. In Düsseldorf assistierte er bei weiteren Regisseuren wie Wilfried Minks und Einar Schleef. 1999 avancierte er als Regisseur mit dem Stück Messer in Hennen von David Harrower und erhielt 1999 für diese Arbeit den Förderpreis der Stadt Düsseldorf, sowie 2000 für seine ersten vier Inszenierungen den Förderpreis des Landes Nordrhein-Westfalen für junge Künstlerinnen und Künstler.
Bis 2005 dem Düsseldorfer Schauspielhaus weiterhin verbunden und dort als Regisseur tätig, war Schlösser 2000–2002 auch fester Hausregisseur am Schauspielhaus Bochum. Seit 2002 gastierte er auch als Regisseur an verschiedenen Häusern, unter anderem am Deutschen Schauspielhaus Hamburg, am Deutschen Theater Berlin, am Theater Basel und am Schauspielhaus Graz.
Von 2010 bis 2014 war Patrick Schlösser als Oberspielleiter für das Schauspiel des Staatstheaters Kassel verantwortlich. Dort setzte er auf spartenübergreifende Projekte, wie seine Open-Air-Inszenierung von The Black Rider, förderte neue Autoren und legte besonderen Wert auf ein Theater, in dem das Ensemble symbiotisch interagiert und als Einheit die Inszenierungen trägt. Seit 2014 inszenierte er als freier Regisseur an verschiedenen deutschsprachigen Theatern.
Eine kontinuierliche Zusammenarbeit über die Jahre pflegte er mit den Ausstattern Etienne Pluss, Uta Meenen und Katja Wetzel, sowie dem Komponisten Wolfgang Siuda.

## Wichtige Inszenierungen
- 1999 – Messer in Hennen von David Harrower – Düsseldorfer Schauspielhaus
- 2000 – King Kongs Töchter von Theresia Walser – Düsseldorfer Schauspielhaus
- 2000 – Anatol von Arthur Schnitzler – Düsseldorfer Schauspielhaus
- 2000 – Triumph der Liebe von Pierre Carlet de Marivaux – Schauspielhaus Bochum
- 2001 – Das Sparschwein von Eugène Labiche – Deutsches Theater Berlin
- 2002 – Don Carlos von Friedrich Schiller – Schauspielhaus Bochum
- 2003 – Der Impresario von Smyrna von Carlo Goldoni – Düsseldorfer Schauspielhaus
- 2003 – Die Jungfrau von Orleans von Friedrich Schiller – Düsseldorfer Schauspielhaus
- 2004 – Werther von Jules Massenet – Städtische Bühnen Krefeld und Mönchengladbach
- 2005 – Süden von Julien Green – Düsseldorfer Schauspielhaus
- 2005 – Ernst ist das Leben (Bunbury) von Oscar Wilde in der Bearbeitung von Elfriede Jelinek – Düsseldorfer Schauspielhaus
- 2006 – Zwischenspiel von Arthur Schnitzler – Schauspielhaus Graz
- 2007 – Liebelei von Arthur Schnitzler – Volkstheater Wien
- 2007 – L’italiana in Algeri von Gioacchino Rossini – Theater Basel
- 2008 – Am Ziel von Thomas Bernhard – Schauspielhaus Graz
- 2008 – Schöne Bescherungen von Alan Ayckbourn – Volkstheater Wien
- 2008 – Viel Lärm um Nichts von William Shakespeare – Staatstheater Kassel
- 2009 – Ein Sommernachtstraum von William Shakespeare – Theater Lübeck
- 2009 – Malina nach dem Roman von Ingeborg Bachmann – Schauspielhaus Graz
- 2009 – Der tolle Tag oder Figaros Hochzeit von Pierre Augustin de Beaumarchais – Staatstheater Kassel
- 2010 – Liebe und Geld von Dennis Kelly – Schauspielhaus Graz
- 2010 – Der Marquis von Keith von Frank Wedekind – Staatstheater Kassel
- 2010 – Wie es euch gefällt von William Shakespeare – Theater Lübeck
- 2011 – Das Mass der Verlässlichkeit von Benedikt Haubrich – Staatstheater Kassel
- 2011 – The Black Rider von Tom Waits / William S. Burroughs / Robert Wilson – Staatstheater Kassel
- 2011 – Cabaret von John Kander/Fred Ebb – Staatstheater Kassel
- 2011 – Edward II. von Christopher Marlowe – Staatstheater Kassel
- 2012 – Hexenjagd von Arthur Miller – Staatstheater Kassel
- 2012 – Der Kaufmann von Venedig und sein Traum von Was ihr wollt von William Shakespeare – Staatstheater Kassel
- 2012 – Così fan tutte von Wolfgang Amadeus Mozart/Lorenzo da Ponte – Staatstheater Kassel
- 2013 – Sunset Boulevard von Andrew Lloyd Webber – Stadttheater Klagenfurt
- 2013 – Hase Hase von Coline Serreau – Staatstheater Kassel
- 2013 – Der Kirschgarten von Anton Tschechow – Staatstheater Kassel
- 2014 – Clavigo von Johann Wolfgang von Goethe – Theater Lübeck
- 2014 – Im tiefen Tal der Todeskralle von Boris von Brauchitsch – Staatstheater Kassel
- 2014 – Jekyll & Hyde von Frank Wildhorn – Staatstheater Kassel
- 2014 – Die Zauberflöte – Stadttheater Klagenfurt
- 2015 – Tommy von The Who – Staatstheater Kassel
- 2015 – Terror von Ferdinand von Schirach – Staatstheater Kassel
- 2016 – Der Sturm von William Shakespeare – Stadttheater Lübeck
- 2016 – Der Freischütz von Carl Maria von Weber – Saarländisches Staatstheater Saarbrücken
- 2017 – Othello von Giuseppe Verdi  – Stadttheater Klagenfurt